# The Unattractive Revolution
The Unattractive Revolution är det svenska Sleazerock-bandet Crashdïets andra album som släpptes den 3 oktober 2007. The Unattractive Revolution innehåller singlarna "In the Raw" som gavs ut den 31 augusti 2007 och "Falling Rain" som släpptes i februari 2008. Skivan är producerad av Patrik Frisk. Detta blev både första och sista albumet med Olliver Twisted som sångare i Crashdïet. Mötley Crüe-gitarristen Mick Mars medverkar på låtarna "I Don’t Care" och "Alone". 

## Låtlista
1. In the Raw (Martin Sweet, Olliver Twisted)
2. Like a Sin  (Martin Sweet, Olliver Twisted)
3. Falling Rain (Martin Sweet, Ryan Roxie)
4. I Don’t Care (Mick Mars, Martin Sweet, Johan Ramström, Patrik Magnusson, Olliver Twisted)
5. Die Another Day (Martin Sweet, Peter London, Olliver Twisted)
6. Alone (Mick Mars, Martin Sweet, Patrik Magnusson, Johan Ramström, Olliver Twisted, Eric Young)
7. Thrill Me (Martin Sweet, Olliver Twisted)
8. Overnight (Martin Sweet, Eric Young)
9. XTC Overdrive (Martin Sweet, Mad Magnus, Olliver Twisted)
10. Bound to be Enslaved (Martin Sweet, Linus Nirbrant, Olliver Twisted)
11. The Buried Song (Martin Sweet, Olliver Twisted, Peter London)

## Medverkande
- Olliver Twisted - Sång,
- Martin Sweet - Gitarr
- Peter London - Bas
- Eric Young - Trummor